# مايك كوستا
مايك كوستا (بالإنجليزية: Mike Costa)‏ هو كاتب أمريكي، ولد في 18 أغسطس 1967.